# Lithospermum calcicola
Lithospermum calcicola är en strävbladig växtart som beskrevs av Robinson. Lithospermum calcicola ingår i släktet stenfrön, och familjen strävbladiga växter. Inga underarter finns listade i Catalogue of Life.